# Glyptophidium japonicum
Glyptophidium japonicum är en fiskart som beskrevs av Kamohara, 1936. Glyptophidium japonicum ingår i släktet Glyptophidium och familjen Ophidiidae. Inga underarter finns listade i Catalogue of Life.